# Trevor Philips
Trevor Philips er en fiktiv karakter i Grand Theft Auto 5, et videospil i Grand Theft Auto-serien lavet af Rockstar Games. Han fremstår som en af de tre hovedpersoner, sammen med Michael De Santa og Franklin Clinton. Han er spillet af den canadiske skuespiller Steven Ogg, der gav stemme- og bevægelsesfangst til karakteren.
 Der er for få eller ingen kildehenvisninger i denne artikel, hvilket er et problem. Du kan hjælpe ved at angive troværdige kilder til de påstande, som fremføres i artiklen.